# Celestino Ibáñez y Aparicio
Celestino Ibáñez y Aparicio (Becerril de Campos, 19 de mayo de 1873-18 de agosto de 1951), también conocido por su nombre en chino Yi Xinghua, fue un obispo y fraile franciscano español, que fue obispo de la Diócesis católica de Yan'an de 1931 a 1949.

## Biografía
Ibáñez y Aparicio nació el 19 de mayo de 1873 en Becerril de Campos, España. Ingresó em la Orden Franciscana el 15 de octubre de 1891, a la edad de 18 años. El 24 de septiembre de 1898 fue ordenado sacerdote a la edad de 25 años. El 4 de junio de 1901 fue a China a predicar. La ubicación inicial del servicio fue en Jinan, provincia de Shandong, y luego se transfirió a la Iglesia católica Tongyuanfang en el condado de Gaoling, provincia de Shaanxi. El 12 de abril de 1911, fue nombrado por la Santa Sede Vicario Apostólico del Territorio Norte de Shaanxi y recibió el título de Obispo de Bagis.  El 10 de septiembre del mismo año, en Jinan, Shandong, fue consagrado por el obispo Shen Yongfu del norte de Shandong y por el obispo Han Ninghao del sur de Shandong.  El 3 de diciembre de 1924, el nombre fue cambiado a Vicario Apostólico de la Prefectura de Yan'an. El 11 de abril de 1946, la Santa Sede estableció el sistema jerárquico chino e Ibáñez y Aparicio fue nombrado obispo de la Diócesis de Yan'an.
El obispo Ibáñez y Aparicio se jubiló a los 75 años el 13 de enero de 1949 y se convirtió en obispo honorario de Caeciri. Dejó la diócesis rumbo a Shanghái el 29 de enero y regresó a España en abril. El 18 de agosto de 1951, el obispo Ibáñez y Aparicio murió en España a la edad de 78 años.